# Ben Monder
Ben Monder (né en 1962) est un guitariste et compositeur de jazz américain.

## Biographie
Ben Monder est né le 24 mai 1962 à New York. Il a étudié la musique au Queens College et à l'Université de Miami. Il retourne à New York en 1984, et joue la plupart du temps dans des groupes de R&B.
En 1986 l'organiste de jazz Jack McDuff l'invite à se joindre à son groupe The Heatin' System pour une série de concerts aux États-Unis.
Ben Monder passe quelques mois à Vienne en Autriche au sein d'un groupe de jazz fusion, avant de revenir à New York où il se consacre exclusivement au jazz, en particulier au jazz club Augie's (maintenant le Smoke Jazz Club).
En 1989 le batteur et chanteur de jazz Jacky Bitton fait appel à lui pour l'accompagner en duo dans une série de concerts dans un hôtel de Crown Heights à Brooklyn. Pour gagner sa vie il fait également partie d'un groupe qui joue quatre nuits par semaine au Glen Island Casino (Nouvelle-Rochelle), avec un répertoire de reprises de Louis Prima, de variétés italiennes, de disco et autres musiques d'ambiance.
Son entrée définitive sur la scène jazz se produit en 1991, où il enregistre l'album Right Brain Patrol en trio avec le contrebassiste Marc Johnson et le percussionniste Arto Tunçboyacıyan.
Ben Monder vit à New York où il fait partie des grands noms de la scène jazz, et apparait dans la plupart des jazz clubs (Sullivan Hall, IBeam, Bar Next Door, 55 Bar, Cornelia Street Café, 5C Cafe, Knitting Factory…) avec sa propre formation ou comme sideman. Il joue avec de nombreux musiciens comme Jack McDuff, Lee Konitz (Lee Konitz New Nonet), George Garzone (en), Tim Berne, Rashied Ali, Karl Berger, Reid Anderson (en). Il est membre régulier du Maria Schneider Jazz Orchestra, du Carnegie Hall Jazz Orchestra, du Paul Motian Octet, et du Kenny Wheeler Large Ensemble, parmi ses nombreux projets.
Il anime des masterclasses et des ateliers dans le monde entier à l'occasion de ses tournées, après avoir enseigné la guitare au département jazz et improvisation du Conservatoire de musique de la Nouvelle-Angleterre de 2002 à 2005.
Ben Monder conduit une carrière internationale avec son propre quartet ou trio, ou en duo avec le chanteur et compositeur allemand Theo Bleckmann, et le saxophoniste français Jérôme Sabbagh. Il a enregistré plus d'une centaine d'albums en tant que sideman.
Il a participé au dernier album de David Bowie, Blackstar, sorti en janvier 2016.

## Discographie

### Comme leader
- 2024 : Planetarium (Sunnyside Records), avec Theo Bleckmann / Charlotte Mundy / Emily Hurst / Theo Sable (voc), Chris Tordini (b), Ted Poor / Joseph Branciforte / Satoshi Takeishi (d)
- 2018 : Absence (ECM), avec Kristjan Randalu (p) et Markku Ounaskari (d)
- 2016 : The Dream of the Earth, en duo avec Sunny Kim (voc)
- 2015 : Amorphae (ECM), avec Pete Rende (synth), Paul Motian (d), Andrew Cyrille (d)
- 2014 : Gasteiz (Fresh Sound), avec Gorka Benitez (ts, fl), David Xirgu (d)
- 2014 : Shining Sea, en duo avec Sunny Kim (voc)
- 2013 : Hydra (Sunnyside Records)
- 2010 : I Will Follow You (Bee Jazz)
- 2010 : Bloom (Blue Music Group), avec Bill McHenry (ts)
- 2007 : At Night (Songlines Recordings), avec Theo Bleckmann (voc), Satoshi Takeishi (d, perc, laptop)
- 2005 : Oceana (Sunnyside Records), avec Theo Bleckmann (voc), Kermit Driscoll / Skuli Sverisson (b), Ted Poor (d)
- 2000 : Excavation (Arabesque Jazz), avec Skuli Sverrisson (b), Jim Black (d)
- 1997 : No Boat (Songlines), avec Theo Bleckmann
- 1997 : Dust (Arabesque Jazz), avec Ben Sreet (b), Jim Black (d)
- 1995 : Flux (Songlines), avec Drew Gress (b), Jim Black (d)

### Comme sideman
| Année | Artiste                                         | Titre                                         | Label                  |
| 2016  | David Bowie                                     | Blackstar                                     | ISO                    |
| 2012  | Sunny Kim                                       | Painter's Eye                                 | Sunnyside              |
| 2012  | Barry Romberg's Random Access                   | Crab People                                   | Romhog                 |
| 2012  | Guillermo Klein y Los Guechos                   | Carrera                                       | Sunnyside              |
| 2011  | Nicolas Masson                                  | Departures                                    | Fresh Sound            |
| 2011  | Bill McHenry                                    | Ghosts of the Sun                             | Sunnyside              |
| 2011  | Marta Topferova                                 | The Other Shore                               | Harmonia Mundi         |
| 2011  | Francisco Mela                                  | Tree of Life                                  | Half Note              |
| 2010  | Aaron Shragge and Ben Monder                    | The Key Is In The Window                      | Self Produced          |
| 2010  | Taylor Haskins                                  | Recombination                                 | Nineteen Eight         |
| 2010  | Taylor Haskins                                  | American Dream                                | Sunnyside Records      |
| 2010  | Margret Grebowicz                               | Com Você                                      | Sunnyside              |
| 2010  | Jérôme Sabbagh + Daniel Humair                  | I Will Follow You                             | Bee Jazz               |
| 2010  | Dollison and Marsh                              | Vertical Voices: The Music Of Maria Schneider | ArtistShare            |
| 2010  | Mike Fahie                                      | Anima                                         | BJU Records            |
| 2009  | Mika Pohjola (en)                               | Northern Sunrise                              | Blue Music Group       |
| 2009  | TOAP Colectivo                                  | Vol. 3                                        | TOAP                   |
| 2009  | Donny McCaslin                                  | Declaration                                   | Sunnyside              |
| 2009  | Brian Charrette                                 | Upside                                        | SteepleChase Records   |
| 2009  | Ruper Ordorika                                  | Haizea Garizumakoa                            | Elkar                  |
| 2009  | Nikolaj Hess                                    | Global Motion +                               | Stunts                 |
| 2009  | Tony Malaby                                     | Paloma Recio                                  | New World Records      |
| 2009  | Jacam Manricks                                  | Labyrinth                                     | (autoproduction)       |
| 2009  | Kendra Shank                                    | Mosaic                                        | Challenge              |
| 2009  | Mika Pohjola                                    | Northern Sunrise                              | Blue Music Group       |
| 2008  | Tim Ries                                        | Stones World                                  | Sunnyside              |
| 2008  | Mika Pohjola / Miguel Zenón                     | Still Alive                                   | Blue Music Group       |
| 2008  | Aaron Irwin                                     | Blood and Thunder                             | Fresh Sound            |
| 2008  | Guillermo Klein y Los Gauchos                   | Filtros                                       | Sunnyside              |
| 2008  | Noah Preminger                                  | Dry Bridge Road                               | NOWT                   |
| 2008  | Hope Debates                                    | Moody County                                  | North                  |
| 2008  | Bruno Raberg                                    | Lifelines                                     | Orbis                  |
| 2008  | Pete Robbins                                    | Do The Hate Laugh Shimmy                      | Fresh Sound            |
| 2008  | Hans Glawischnig                                | Panorama                                      | Sunnyside              |
| 2008  | John Gordon                                     | Within Worlds                                 | ArtistShare            |
| 2008  | Moss                                            | Moss                                          | Sunnyside              |
| 2008  | Travis Sullivan’s Bjorkestra                    | Enjoy                                         | Koch                   |
| 2007  | Taiichi Kamimura                                | Out Of My Throat                              | EWCD                   |
| 2007  | Matt Pavolka Band                               | Something People Can Use                      | Tone Of A Pitch        |
| 2007  | Bill McHenry                                    | Roses                                         | Sunnyside              |
| 2007  | Julie Hardy                                     | The Wish                                      | WCM                    |
| 2007  | Maria Schneider                                 | Sky Blue                                      | ArtistShare            |
| 2007  | Donny McCaslin                                  | In Pursuit                                    | Sunnyside              |
| 2007  | Jérôme Sabbagh                                  | Pogo                                          | Sunnyside              |
| 2006  | Kendra Shank                                    | A Spirit Free - The Abbey Lincoln Songbook    | Challenge              |
| 2006  | Jon Gordon                                      | The Things You Are                            | ArtistShare            |
| 2006  | Tom Cohen                                       | The Guitar Trio Project                       | Dreambox Media         |
| 2006  | Lee Konitz                                      | New Nonet                                     | Omnitone               |
| 2006  | Scott McLemore                                  | Found Music                                   | Fresh Sound            |
| 2006  | Paul Motian Band                                | Garden Of Eden                                | ECM                    |
| 2006  | Jeremy Udden                                    | Torchsongs                                    | Fresh Sound            |
| 2007  | Jérôme Sabbagh                                  | Pogo                                          | Sunny Side             |
| 2006  | Chris Gestrin, Ben Monder, Dylan van der Schyff | The Distance                                  | Songlines              |
| 2006  | Paul Motian Band                                | Garden of Eden                                | ECM Records            |
| 2005  | Tim Ries (en)                                   | The Rolling Stones Project                    | Concord Jazz           |
| 2005  | Julia Dollison                                  | Observatory                                   | Like So Music          |
| 2005  | Charles Pillow                                  | Pictures At An Exhibition                     | ArtistShare            |
| 2005  | Guillermo Klein y Los Guachos                   | Live In Barcelona                             | Fresh Sound            |
| 2004  | Ted Poor Quartet                                | All Around                                    | Trier Records          |
| 2004  | Joshua Douglas Smith                            | Unstuck In Time                               | Steeplechase Records   |
| 2004  | New Talent Orchestra                            | The Sound Of New York Jazz Underground        | Fresh Sound New Talent |
| 2004  | Maria Schneider                                 | Concert in the Garden                         | ArtistShare            |
| 2004  | Rebecca Martin                                  | People Behave Like Ballads                    | Maxjazz                |
| 2004  | Jérôme Sabbagh                                  | North                                         | Fresh Sound New Talent |
| 2004  | Rathbun-Howard Quintet                          | Days Before And After                         | Fresh Sound New Talent |
| 2003  | Ruper Ordorika                                  | Kantuok Jartzen Ditut                         | Metak                  |
| 2003  | Josh Roseman Unit (en)                          | Treats for the Nightwalker                    | Enja Records           |
| 2003  | Pablo Ablanedo                                  | Alegria                                       | Fresh Sound New Talent |
| 2003  | Erik Jekabson                                   | Intersection                                  | Fresh Sound New Talent |
| 2003  | John O'Gallagher                                | Abacus                                        | Arabesque              |
| 2003  | Navarrete-Baeza                                 | Juego De Niños                                | BAU                    |
| 2002  | Patrick Zimmerli/Octurn                         | The Book of Hours                             | Songlines              |
| 2002  | Guillermo Klein                                 | Los Guachos III                               | Sunnyside              |
| 2002  | Gerald Cleaver                                  | Adjust                                        | Fresh Sound New Talent |
| 2002  | Taylor Haskins                                  | Wake Up Call                                  | Fresh Sound New Talent |
| 2002  | John Hollenbeck                                 | No Images                                     | CRI Blueshift          |
| 2002  | Mika Pohjola                                    | Landmark                                      | Change Records         |
| 2001  | Paul Motian & the E.B.B.B.                      | Holiday for Strings                           | Winter & Winter        |
| 2001  | Paul Motian & the E.B.B.B.                      | Europe                                        | Winter & Winter        |
| 2001  | Josh Roseman                                    | Cherry                                        | Enja                   |
| 2001  | Tim Ries                                        | Alternate Side                                | Criss Cross Jazz       |
| 2001  | Theo Bleckmann                                  | Origami                                       | Songlines              |
| 2001  | Ruper Ordorika                                  | Hurrengo Goizean                              | Metak                  |
| 2001  | Charles Pillow                                  | In This World                                 | Summit                 |
| 2001  | Dan Willis                                      | Hand To Mouth                                 | A                      |
| 2001  | Miguel Zenón                                    | Looking Forward                               | Fresh Sound            |
| 2001  | Antonio Arnedo                                  | Colombia                                      | MTM                    |
| 2000  | Patrick Zimmerli Ensemble                       | Expansion                                     | Songlines              |
| 2000  | André White Band                                | Signal                                        | Cornerstone            |
| 2000  | Prism Quartet                                   | Real Standard Time                            | Innova                 |
| 2000  | Bill McHenry Quartet Featuring Paul Motian      | Music Has Meaning                             | Fresh Sound            |
| 2000  | Frank Kimbrough                                 | Noumena                                       | Soul Note              |
| 2000  | Donny McCaslin                                  | Seen From Above                               | Arabesque              |
| 2000  | Maria Schneider                                 | Allegresse                                    | Enja                   |
| 1999  | Guillermo Klein                                 | Los Gauchos II                                | Sunnyside              |
| 1999  | Renzi/Weinstein Quartet                         |                                               | Fresh Sound            |
| 1999  | Gorka Benitez Trio                              |                                               | Fresh Sound            |
| 1998  | Bill McHenry                                    | Graphic                                       | Fresh Sound            |
| 1998  | Reid Anderson                                   | The Vastness Of Space                         | Fresh Sound            |
| 1998  | Dan Willis Quartet                              | A                                             |                        |
| 1998  | Barney McAll (en)                               | Widening Circles                              | AIJA                   |
| 1998  | Jon Gordon                                      | Currents                                      | Double Time            |
| 1998  | Andy Parsons/Gene Lewin                         | Fundamentia                                   | Igmod                  |
| 1998  | Steve LaSpina Quintet                           | Distant Dream                                 | Steeplechase           |
| 1998  | Chris Cheek                                     | A Girl Named Joe                              | Fresh Sound            |
| 1998  | Drew Gress & Jagged Sky                         | Heyday                                        | Soul Note              |
| 1998  | Bill McHenry                                    | Rest Stop                                     | Fresh Sound            |
| 1998  | Dave's True Story                               | Sex Without Bodies                            | Chesky                 |
| 1998  | Antonio Arnedo                                  | Encuentros                                    | MTM                    |
| 1998  | Peter Brainin/Steve Johns                       | Ceremony                                      | Cat's Paw              |
| 1998  | Ruper Ordorika                                  | Dabilen Harria                                | Nuevos Medios          |
| 1998  | Jochen Rueckert                                 | Introduction                                  | Jazzline               |
| 1997  | Michael Leonhart Glub                           | Glub Vol.11                                   | Sunnyside              |
| 1997  | Heinrich Köbberling/Matt Renzi                  | Pisces                                        | Nabel                  |
| 1997  | Tim Ries                                        | Universal Spirits                             | Criss Cross            |
| 1997  | Antonio Arnedo                                  | Origenes                                      | MTM                    |
| 1997  | Charles Pillow                                  | Currents                                      | A                      |
| 1996  | Rémi Bolduc                                     | Fable                                         | Silence                |
| 1996  | Dave Pietro                                     | Forgotten Dreams                              | A                      |
| 1996  | New York Guitar Trio                            | Setting the Standard                          | Midi                   |
| 1996  | Antonio Arnedo                                  | Travesia                                      | MTM                    |
| 1996  | Maria Schneider                                 | Coming About                                  | Enja                   |
| 1996  | Chris Dahlgren                                  | Slow Commotion                                | Koch                   |
| 1995  | Patrick Zimmerli Ensemble                       | Explosion                                     | Songlines              |
| 1995  | Ruper Ordorika                                  | So'Ik So'                                     | Nuevos Medios          |
| 1995  | Tim Ries                                        | Imaginary Time                                | Moo                    |
| 1995  | David Binney                                    | The Luxury of Guessing                        | AudioQuest Music       |
| 1994  | Maria Schneider                                 | Evanescence                                   | Enja                   |
| 1994  | Marguerite Jeunimann                            | By Whose Standards                            | Invisible Music        |
| 1992  | Marc Johnson                                    | Right Brain Patrol                            | JMT                    |